# 百齢河浜公園
百齢河浜公園（ひゃくれいかひんこうえん、中国語: 百齡河濱公園、英語: Bailing Sport Park）は、中華民国の台北市・士林区にある総合スポーツ施設である。

## 概要
基隆河の両岸に2.9kmに渡って建設されている。総敷地面積は28万平方メートル。公園内には、3面のラグビーコート、2面のサッカーコート、5面のバスケットボールコート、7面のテニスコート、5面の野球兼ソフトボール場、1面のクロッケー場と遊泳プールが完備されている。
2012年の台湾女子サッカー・甲級リーグ春季リーグの会場として使用される。

## 交通アクセス
台北捷運淡水線の剣潭駅より徒歩約10分。